# Gas South Arena
Gas South Arena é uma arena multiúso localizada em Duluth, Geórgia, EUA. A arena foi uma expansão para o Gwinnett Center, que inclui também um centro de artes e um centro de convenções. A arena é a casa do Atlanta Gladiators, uma equipe de hóquei no gelo na ECHL.

## Times da casa
- Atlanta Gladiators - ECHL (Hóquei no gelo)
- Atlanta Steam - Legends Football League (Futebol americano)
- Georgia Swarm - National Lacrosse League (Box lacrosse)

## Eventos

### Esportes[4]
- O primeiro evento da arena foi um jogo de arena football, com o Georgia Force - 16 de fevereiro de 2003[5]
- O Georgia High School Basketball State Championships - 2004–presente
- 2010 SEC Women's Basketball Tournament - 4 a 7 de março de 2010
- Bellator 88: Shlemenko vs. Falcão MMA - 7 de fevereiro de 2013[6]

### Lutas de wrestling[4]
- WWE SmackDown - 30 de outubro de 2003 e 9 de setembro de 2005
- Georgia High School Wrestling State Championships - 2004–presente
- WWE Raw - 1 de março de 2004 e 14 de março de 2005
- WWE Armageddon - 12 de dezembro de 2004
- TNA Bound for Glory - 14 de outubro de 2007
- TNA Impact Wrestling - 6 de junho de 2013

### Shows[4]
- George Strait & A  Ace in the Hole - 21 de fevereiro de 2003, com Tammy Cochran, 15 de janeiro de 2004, com [[Dierks Bentley] ], 24 de fevereiro de 2006, com Tracy Lawrence e Miranda Lambert, 18 de janeiro de 2008, com Cidade Little Big e 10 de fevereiro de 2012, com Martina McBride
- Jam Winter Tour Espetacular - 23 de Fevereiro de 2003, 08 de fevereiro de 2009 e 17 de janeiro de 2010
- Bruce Springsteen & A E Street Band - 28 fev 2003
- Coldplay - 6 de março de 2003, com A música
- Honda Civic Tour - 7 de maio de 2003, 19 de junho de 2004, 21 de março de 2005 e 01 de setembro de 2010
- Avril Lavigne - 8 de maio de 2003, com [Gob [(banda) | Gob]] e Simple Plan
- ZZ Top - 21 de junho de 2003, com Ted Nugent
- [Journey [(banda) | Jornada]] - 26 de julho de 2003, com Styx e REO Speedwagon
- Tom Petty e os Heartbreakers - 13 de agosto de 2003
- Indigo Girls - 23 de agosto de 2003, com Cordero
- Fleetwood Mac - 7 de setembro de 2003
- Maná - 19 de outubro de 2003, 25 de março de 2007 e 10 de julho de 2011
- Nickelback - 22 de outubro de 2003, com Three Days Grace e Trapt, 17 de março de 2006, com Chevelle e Trapt e 16 de março de 2007, com Three Days Grace e Breaking Benjamin
- Good Charlotte - 30 de outubro de 2003, com  Goldfinger e Eve 6
- Lynyrd Skynyrd - 13 de novembro de 2003, com  .38 Special
- Luís Miguel - 17 de Novembro de 2003 e 2 de novembro de 2005
- Elton John - 19 de novembro de 2003
- Michael W. Smith - 28 de novembro de 2003, com Point of Grace e O Katinas
- Martina McBride - 06 de dezembro de 2003, 22 de abril de 2006, com The Brothers Warren, 5 de maio de 2007, com Rodney Atkins e Little Big Town, 12 de dezembro de 2009, com Trace Adkins e os trailers Perdidos e 1 de maio de 2010, com Blake Shelton e Sarah Buxton
- Steamroller Mannheim - 13 dez 2003
- Star 94 de tinir Jam - 20 de Dezembro de 2003, 02 de dezembro de 2004, 08 de dezembro de 2005, 9 de dezembro de 2006, 10 de dezembro de 2007, 17 de dezembro de 2008, 17 de dezembro de 2009, 13 de dezembro de 2011 e 13 de dezembro de 2012
- Trans-Siberian Orchestra - 28 de dezembro de 2003, 16 de novembro de 2004 e 10 dezembro de 2010
- Sarah Brightman - 19 de janeiro de 2004 e 18 de novembro de 2008, com Mario Frangoulis
- Kid Rock & Brown Trucker torcida - 7 de fevereiro de 2004, com Gov't Mule, 25 de fevereiro de 2006, com Ty Pedra, 11 de março de 2008, com Rev. Executar e Dickey Betts & Great Southern e 4 de março de 2011, com Jamey Johnson ea Pedra Ty
- Kelly Clarkson e Clay Aiken - 25 de fevereiro de 2004, com As Irmãs Beu
- Barenaked Ladies - 6 de março de 2004, com Howie Day e Butterfly Boucher e 9 de novembro de 2006, com Mike Doughty Band 's
- Ambrosia - 29 de abril de 2004
- Um círculo perfeito - 15 de maio de 2004, com Noivas queima
- Roger McGuinn - 20 de maio de 2004
- Styx - 26 de Junho de 2004, com Rik Emmett, Peter Frampton e  Nelson e 13 de outubro de 2005, com REO Speedwagon
- Vicente Fernández - 3 de julho de 2004, com Cecilia Flores, 2 de julho de 2005, com Ana Rosa, 21 de outubro de 2006, com Paquita la del Barrio, 3 de outubro de 2008, com Paquita la del Barrio, 16 de outubro de 2009, 08 de outubro de 2011, com Edith Márquez e 06 de outubro de 2012
- Hilary Duff - 08 de agosto de 2004
- Joan Sebastian - 29 de agosto de 2004, com Marco Antonio Solís e 07 de outubro de 2007
- Gloria Estefan - 04 de setembro de 2004
- Incubus - 2 de outubro de 2004, com Ben Kweller
- Beastie Boys - 15 de outubro de 2004, com Talib Kweli
- Juan Gabriel - 16 de outubro de 2004 e 30 de setembro de 2005
- Green Day - 22 de outubro de 2004, com New Found Glory e Sugarcult e 1 de agosto de 2009, com Kaiser Chiefs
- R.E.M. - 23 de outubro de 2004, com Agora É Overhead
- The Wiggles - 25-26 outubro de 2004, 19 de novembro de 2005 (2 shows), 15 de novembro de 2006 (2 shows), 11 de novembro de 2007 (2 shows), 16 de novembro de 2008 (2 shows) , 8 de novembro de 2009 (2 shows) e 14 de agosto de 2010 (2 shows)
- Bette Midler - 28 de outubro de 2004
- Willie Nelson - 6 de novembro de 2004
- Metallica - 13 de novembro de 2004, com Godsmack
- Steven Curtis Chapman - 20 de novembro de 2004, com Chris Tomlin, 16 de dezembro de 2005, 24 de setembro de 2010 e 16 de dezembro de 2012
- Kenny Rogers - 28 de novembro de 2004
- Jam Visco 99X - 5 de dezembro de 2004 e 16 dezembro de 2007
- Cher - 14 de dezembro de 2004, com A de B-52
- Ana Gabriel - 11 de fevereiro de 2005 e 29 de setembro de 2006
- Yanni - 22 de fevereiro de 2005 e 18 de abril de 2009
- Eagles - 10 mar 2005
- Ashlee Simpson - 4 de Abril de 2005, com The Click Five e  Fantasma de Pepper
- Taking Back Sunday - 26 de abril de 2005, com Jimmy Eat World e Format A e 10 de julho de 2006, com Angels & Airwaves, The Subways e Head Automatica
- Baile Gaither - 29 de abril de 2005, 21 de abril de 2006, 13 de abril de 2007 e 26 de abril de 2008
- Stevie Nicks - 16 de junho de 2005, com Don Henley
- Backstreet Boys - 04 de julho de 2005
- American Idol Live! - 16 de julho de 2005, 03 de agosto e 12 de setembro de 2006, 12 de setembro de 2007, 18 de agosto de 2008, 31 de julho de 2009, 01 de agosto de 2010, 26 de julho de 2011 e 5 de agosto de 2012
- Gigantour - 05 de agosto de 2005
- System of a Down - 19 de agosto de 2005, com The Mars Volta e Bad Acid Trip
- Foo Fighters - 8 de setembro de 2005, com Weezer e 7 de novembro de 2011, com Social Distortion e The Joy Formidable
- Marc Anthony - 13 de setembro de 2005, com Alejandro Fernández e Chayanne e 2 de agosto de 2006, com Marco Antonio Solís e Laura Pausini
- My Chemical Romance - 8 de outubro de 2005, com o Alkaline Trio e Reggie eo efeito completo e 24 de abril de 2007, com Muse e [Ascensão [contra]]
- 30 Seconds to Mars - 25 de outubro de 2005, com Seether e Audioslave
- Sara Evans - 3 de novembro de 2005 e 01 de fevereiro de 2007, com Radney Foster
- Depeche Mode - 5 de novembro de 2005, com A bravura
- Gwen Stefani - 8 de novembro de 2005, com The Black Eyed Peas
- Dolly Parton - 25 de novembro de 2005, com Os Grascals
- The Cheetah Girls - 20 de Dezembro de 2005, com Aly & AJ, 13 de outubro, com  Hannah Montana e Jordan Pruitt e 31 de dezembro com Everlife de 2006 e 30 de outubro de 2008, com Clique Girlz
- Bon Jovi - 15 de fevereiro de 2006, com o trio Motel Taj
- Taste of Chaos Tour - 28 de fevereiro de 2006, 13 de março de 2007 e 24 março, 2008
- Queen + Paul Rodgers - 07 março de 2006
- Trace Adkins - 9 de março, com Craig Morgan e 27 de outubro, com Jason Aldean e Billy Currington de 2006
- Gretchen Wilson - 5 de abril de 2006, com Blaine Larsen e Van Zant
- Fall Out Boy - 30 de abril de 2006, com The All-American Rejects, Hawthorne Heights, do primeiro ao último e outubro Queda, 3 de novembro de 2007, com Gym Class Heroes, o Plain White T e bonito é o que buscamos e 23 de abril de 2009, com Cobra Starship, All Time Low, [ [Metro Station (banda) | Metro Station]] e Hey Monday
- Jeremy Camp - 15 de julho de 2006 e 12 de julho de 2008
- Ricardo Arjona - 18 de agosto de 2006 e 2 de agosto de 2009
- Toby Keith - 3 de setembro de 2006, com Joe Nichols
- Paris Bennett - 23 de setembro de 2006
- Eric Clapton - 14 de outubro de 2006, com o Robert Cray Banda e 9 de março de 2010, com Roger Daltrey e [No Plano [B (banda) | B Sem Plano] ] Banda
- James Blunt - 15 de outubro de 2006, com  Starsailor
- Red Hot Chili Peppers - 26 de Outubro de 2006, com The Mars Volta e 10 de abril de 2012, com Santigold
- Vince Gill - 03 de novembro de 2006
- Brand New - 7 de novembro de 2006, com Dashboard Confessional
- O All-American Rejects - 17 de Novembro de 2006, com Gym Class Heroes, Linha O início e Format A
- Blue Man Group - 18 de novembro de 2006, com Mike Relm e Tracy Bonham e 17-18 de novembro de 2007, com Mike Relm
- Terceiro Dia - 19 de novembro de 2006
- The Who - 22 de novembro de 2006, com o  Pretenders e 5 de novembro de 2012, com o [problema [Vintage]]
- Música como uma arma - 29 de novembro de 2006 e 08 de abril de 2009
- Natalie Grant - 01-02 dezembro de 2006, com ZOEgirl, 30 novembro - 1 dezembro de 2007, com Nelson Falcão, KJ-52 e Ayiesha Woods e novembro 25, de 2012, com Jeremy Camp e  Mark Hall
- Tenacious D - 5 de dezembro de 2006, com Neil Hamburger
- [[]] Snow Patrol - 21 de março de 2007, com OK Go e Silversun Pickups
- Dare2Share Festival - 23-24 março de 2007
- Audio Adrenaline - 20 de abril de 2007, com MercyMe e Phil Wickham
- Loretta Lynn - 21 de abril de 2007, com  O Wright
- Chayanne - 22 de abril de 2007 e 06 de junho de 2010
- Busta Rhymes - 28 de abril de 2007, com E-40
- Christina Aguilera - 2 de maio de 2007, com The Pussycat Dolls e Danity Kane
- Ricky Martin - 04 de maio de 2007
- Star 94 de StarFest - 02 de junho de 2007
- Ferramenta - 4 de junho de 2007, com Melt-Banana, 27 de julho de 2009 e 08 de fevereiro de 2012, com [Yob [(banda) | Yob]]
- Delirium - 08-09 junho de 2007
- Montgomery Gentry - 10 de julho de 2007, com Lee Greenwood e 06 de fevereiro de 2009
- Justin Timberlake - 7 de agosto de 2007, com Good Charlotte
- Aly & AJ - 21 de agosto de 2007, com Drake Bell, Corbin Bleu e Bianca Ryan
- Daddy Yankee - 16 de setembro de 2007
- Bob Dylan - 22 de setembro de 2007, com Elvis Costello e Amos Lee
- Maroon 5 - 24 de outubro de 2007, com The Hives e Kevin Michael
- Kanye West - 16 de novembro de 2007, com Keyshia Cole e Fantasia Barrino e 4 de maio de 2008, com Rihanna, Lupe Fiasco, NERD  e DJ Craze
- Casting Crowns - 23 de novembro de 2007, com  Leeland
- Miley Cyrus - 28 de novembro de 2007, com os Jonas Brothers
- Alejandro Sanz - 01 de fevereiro de 2008
- Juanes - 09 de abril de 2008
- Êxodo - 20 de abril de 2008
- Keith Urban - 24-25 abril de 2008, com Carrie Underwood e 4-5 agosto de 2011, com Jake Owen
- Hank Williams, Jr. - 2 de maio de 2008, com Lynyrd Skynyrd, 24 de abril de 2010, com Eric Igreja e Jamey Johnson e 13 de abril de 2012, com 0,38 Johnson Especial e Jamey
- No entanto - 10 de maio de 2008, com Krystal Meyers
- Van Halen - 11 de maio de 2008, com Ryan Shaw
- The Cure - 15 de junho de 2008, com 65daysofstatic
- Raven-Symoné - 18 de junho de 2008, com [B5 [(grupo) | B5]]
- Juan Luis Guerra - 16 de julho de 2008
- Nine Inch Nails - 13 de agosto de 2008, com Deerhunter
- Flashback - A Experiência Classic Rock - 10 de setembro de 2008
- Australian Pink Floyd Show - 22 de outubro de 2008
- Weezer - 25 de outubro de 2008, com o Angels & Airwaves e O Tokyo Police Club
- New Kids on the Block - 29 de outubro de 2008, com Natasha Bedingfield e Lady Gaga
- Rock Band Live - 4 de novembro de 2008
- Hawk Nelson - 05-06 dezembro de 2008, com Natalie Grant e 28-29 janeiro de 2011, com Grupo 1 Grupo e Britt Nicole
- Neil Diamond - 10 de dezembro de 2008
- 3 Doors Down - 20 de Dezembro de 2008, com Switchfoot e American estrondo
- Todd Agnew - 29 de janeiro de 2009
- Slipknot - 17 de fevereiro de 2009, com Coheed and Cambria e  Trivium
- Sugarland - 10 de abril de 2009, com Luke Bryan
- Demi Lovato - 29 de junho de 2009, com David Archuleta e  KSM
- O [[]] Sean Hannity Concerts Liberdade - 22 de agosto de 2009 e 13 de agosto, 2010
- Taylor Swift - 3 de setembro de 2009, com Kellie Pickler e  Gloriana
- Wisin & Yandel - 19 set 2009
- Star Wars em Concerto - 3 de novembro de 2009
- Aventura - 25 de novembro de 2009
- Hezekiah Walker - 30 de janeiro de 2010, com Yolanda Adams
- Muse - 27 de fevereiro de 2010, com Silversun Pickups
- Michael Bublé - 14 de março de 2010, com Naturally 7
- Marco Antonio Solís - 16 de maio de 2010, com Joan Sebastian e Alejandro Fernández e 24 de setembro de 2011, com Ana Gabriel
- James Taylor e Carole King - 3 de junho de 2010
- Daughtry - 5 de junho de 2010, com  Lifehouse e Cavo
- Justin Bieber - 9 de Agosto de 2010, com Iyaz, Sean Kingston, Vita Chambers e Jessica Jarrell
- Slayer - 1 de outubro de 2010, com Megadeth e  Anthrax
- Carrie Underwood - 27 de outubro de 2010, com Filhos de Sylvia e Billy Currington e 19 de dezembro de 2012, com Hunter Hayes
- Jason Aldean - 20 de novembro de 2010, com Luke Bryan
- Brad Paisley - 10 de fevereiro de 2011, com Jerrod Niemann e Darius Rucker
- Ethan Bortnick - 25 de fevereiro de 2011
- Hillsong United - 07 de março de 2011
- Lady Gaga - 18 de abril de 2011, com Semi Precious Weapons
- Katy Perry - 7 de junho de 2011, com Robyn e DJ Skeet Skeet
- Josh Groban - 8 de junho de 2011, com  Eric Lewis
- TobyMac e A Banda Municipal Diverse - 23 de junho de 2011
- Matthew Morrison - 08 de julho de 2011
- Ke $ ha - 30 de julho de 2011, com LMFAO e Spank Rock
- Dralion - 31 de agosto-04 de setembro de 2011
- Jesús Adrián Romero - 17 setembro de 2011
- Enrique Iglesias - 20 de Outubro de 2011, com  Pitbull e Prince Royce
- Jars of Clay - 10 de novembro de 2011, com Matt Maher
- Reba McEntire - 12 de novembro de 2011, com The Perry Band, Borda Edens e Steel Magnolia
- Paul Simon - 2 de dezembro de 2011, com as penas selvagens
- Blake Shelton - 27 de janeiro de 2012, com Justin Moore e Meg & Dia
- O primeiro Anual LULU Bash - 28 de abril de 2012
- Avicii - 06 de junho de 2012
- Lady Antebellum - 22 de junho de 2012, com Thompson Square e Darius Rucker
- Direcção One - 26 de Junho de 2012, com Olly Murs e  Manika
- Flo Rida - 5 de julho de 2012, com BoB, Cee Lo Green, Karmin e Kirko Bangz
- Poplyfe - 03 de agosto de 2012
- Eric Igreja - 29 de novembro de 2012, com Justin Moore e [Kip [Moore]]
- Dave Matthews Band - 11 de dezembro de 2012, com The Lumineers

### Outros eventos
- Professional Bull Riders Challenger Tour Championship (Built Ford Tough Series event) - November 20–22, 2009
- Eid-ul-Fitr Prayer - August 10, 2010
- Eid-ul-Adha Prayer - November 16, 2010